# Franziskanerkirche (Überlingen)

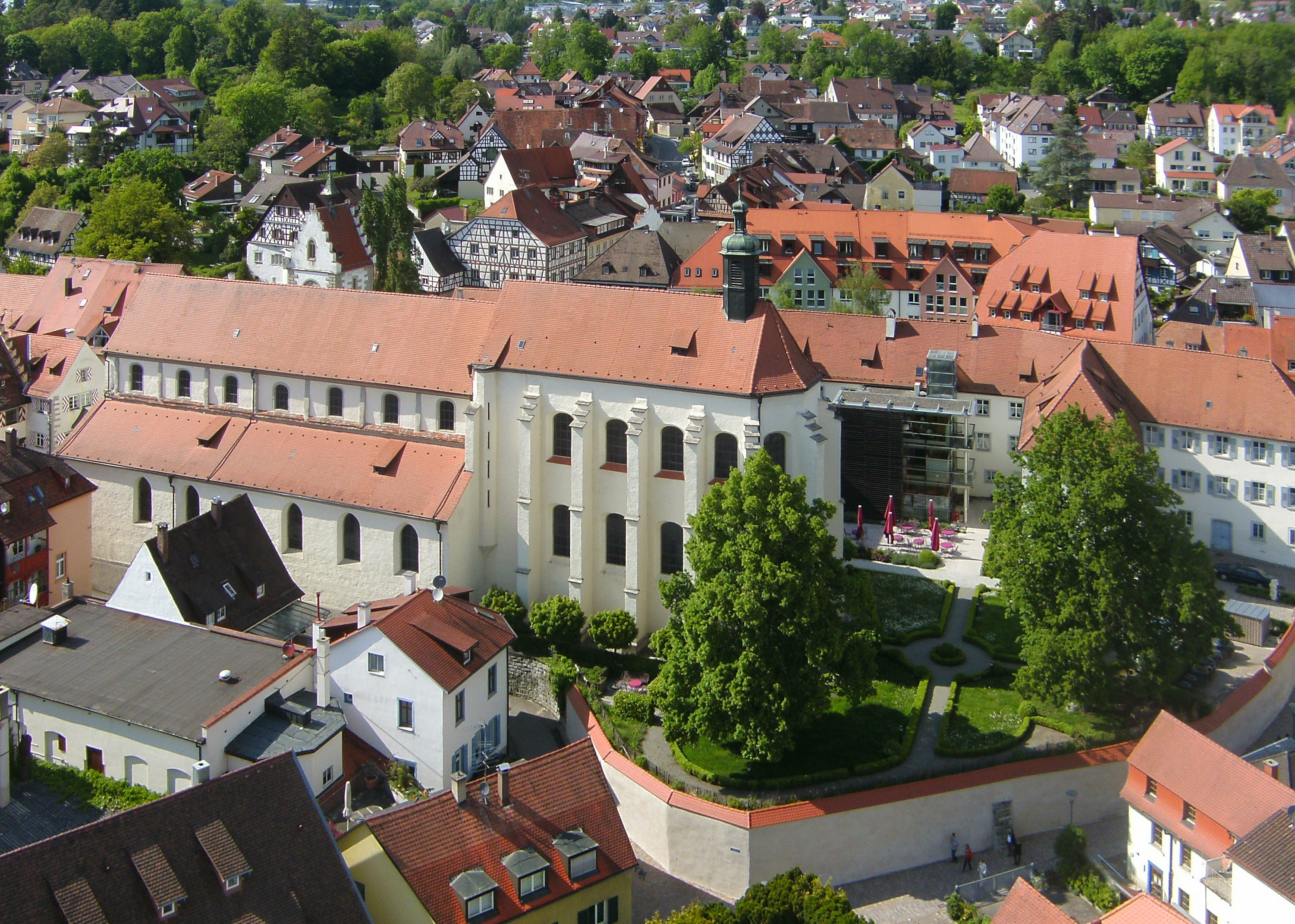
Die Franziskanerkirche vom Münsterturm aus gesehen

Die Franziskanerkirche zur unbefleckten Empfängnis ist eine ursprünglich gotische, später barockisierte ehemalige Klosterkirche des Franziskanerkonvents in Überlingen. Sie verfügt wie viele andere Bettelordenskirchen über keinen Kirchturm, sondern nur einen kleinen barocken Dachreiter. Die Kirche befindet sich zwischen der Spitalgasse und der Franziskanerstraße neben dem Franziskanertor in der Altstadt. Nach dem Münster St. Nikolaus, zu dessen Pfarrei sie auch gehört, ist sie die zweitgrößte Kirche in der Stadt.

## Geschichte
Franziskanerinnen („Schwestern auf der Wies“ genannt) sind seit 1259 in Überlingen nachweisbar, könnten aber schon seit 1240 dort ansässig gewesen sein, und zwar auf dem Bereich des heutigen städtischen Friedhofes außerhalb der Stadtmauer; zu ihrer Niederlassung gehörte die 1529 abgebrochene Heiligkreuzkirche; sie blieben bis ins 16. Jahrhundert am alten Standort auf der „Wies“.
Möglicherweise ebenfalls seit 1240 waren auch Brüder des 1210 gegründeten  Franziskanerordens in Überlingen ansässig, denn 1259 vertrat der Guardian des Franziskanerordens die Schwester juristisch bei einem Schenkungsakt. Die Franziskaner – auch „Barfüßer“ genannt – gehörten zur Kustodie Bodensee der Oberdeutschen oder Straßburger Ordensprovinz (Provincia Argentina).

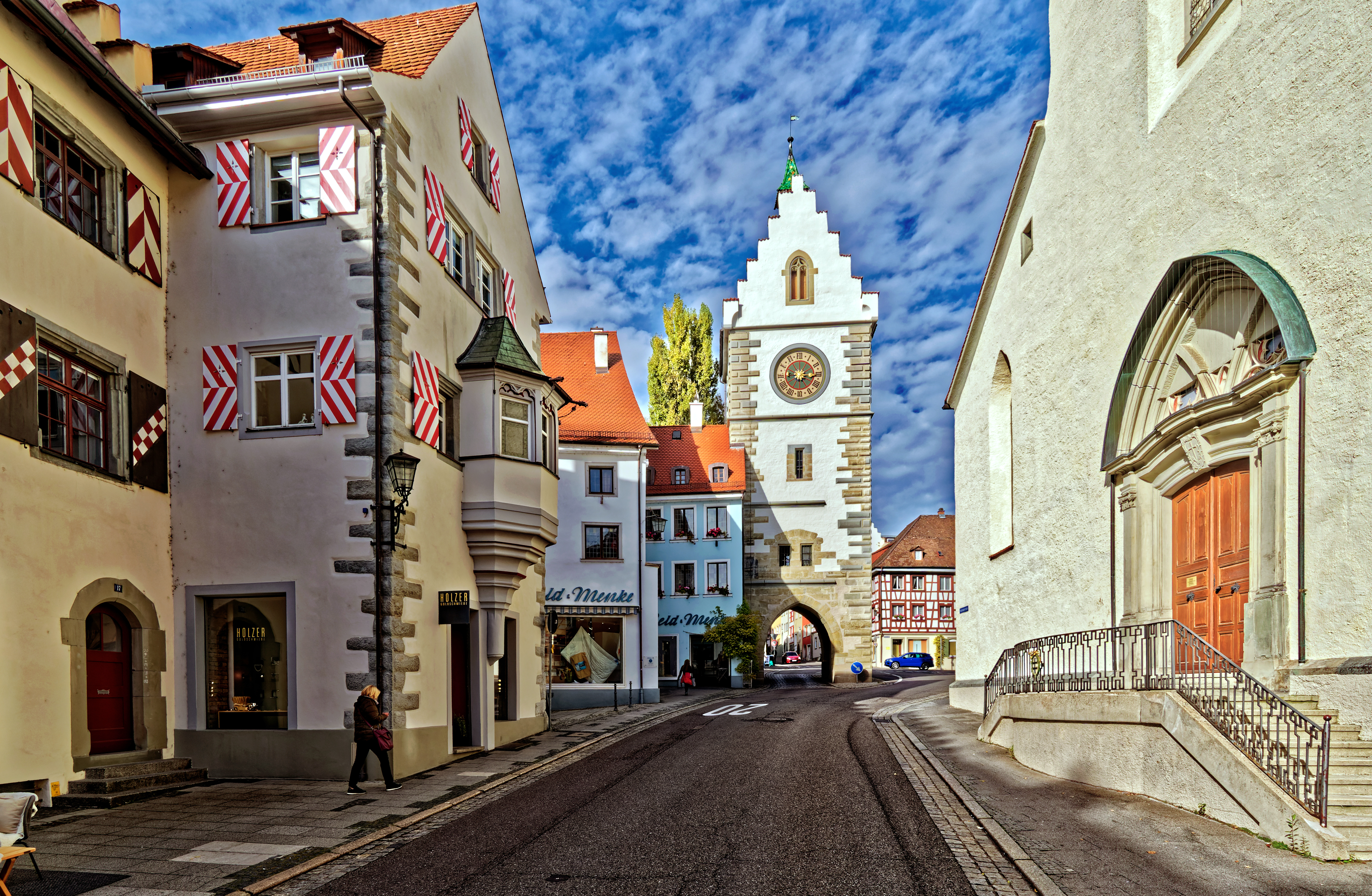
Der Eingang zur Franziskanerkirchen und das Franziskanertor.

Im Jahr 1300 stiftete Elisabeth Gräfin von Königsegg den Franziskanern eine Hofstatt an der nördlichen Grenze des inneren Stadtmauerrings neben dem später „Franziskanertor“ genannten Stadttor zum Bau eines Klosters. 1308 folgte eine weitere Stiftung durch Konrad von Schertweg zum Kirchenbau. 1348 wurde die dreischiffige Basilika durch den Bischof von Konstanz, Ulrich Pfefferhard, geweiht, im 15. Jahrhundert erweitert und 1519/1520 der Chor umgebaut. Sie trug das Patrozinium von der Unbefleckten Empfängnis Mariens. In der Klosterkirche oder auf dem Klosterfriedhof hatten zahlreiche Bürger ihre Grabstelle; die Gebühren dafür waren neben Jahrtagsmessen eine wesentliche Einnahmequelle für das Kloster. Die Knechte des Schneiderhandwerks und später die Schneiderzunft besaßen eine gemeinsame Grablege in der Kirche. Eigene Altäre in der Kirche hatte die Sebastiansbruderschaft der Armbrustschützen und die Bäckerbruderschaft. Das Kloster wurde gewöhnlich von zehn bis fünfzehn Patres bewohnt, es war im 16. und 17. Jahrhundert wiederholt Sitz des Provinzials der Provinz Argentina oder des Kustos der Bodensee-Kustodie, mehrfach fanden Provinzkapitel im Kloster statt. Es war voll in das Leben der Stadt integriert und stellte seine Räumlichkeiten für die Wahlen von Bürgermeister, Stadtamann, den Richtern und eines Teils der Räte zur Verfügung und lud zu mancherlei Anlässen zu Trunk und Gastmählern ein.

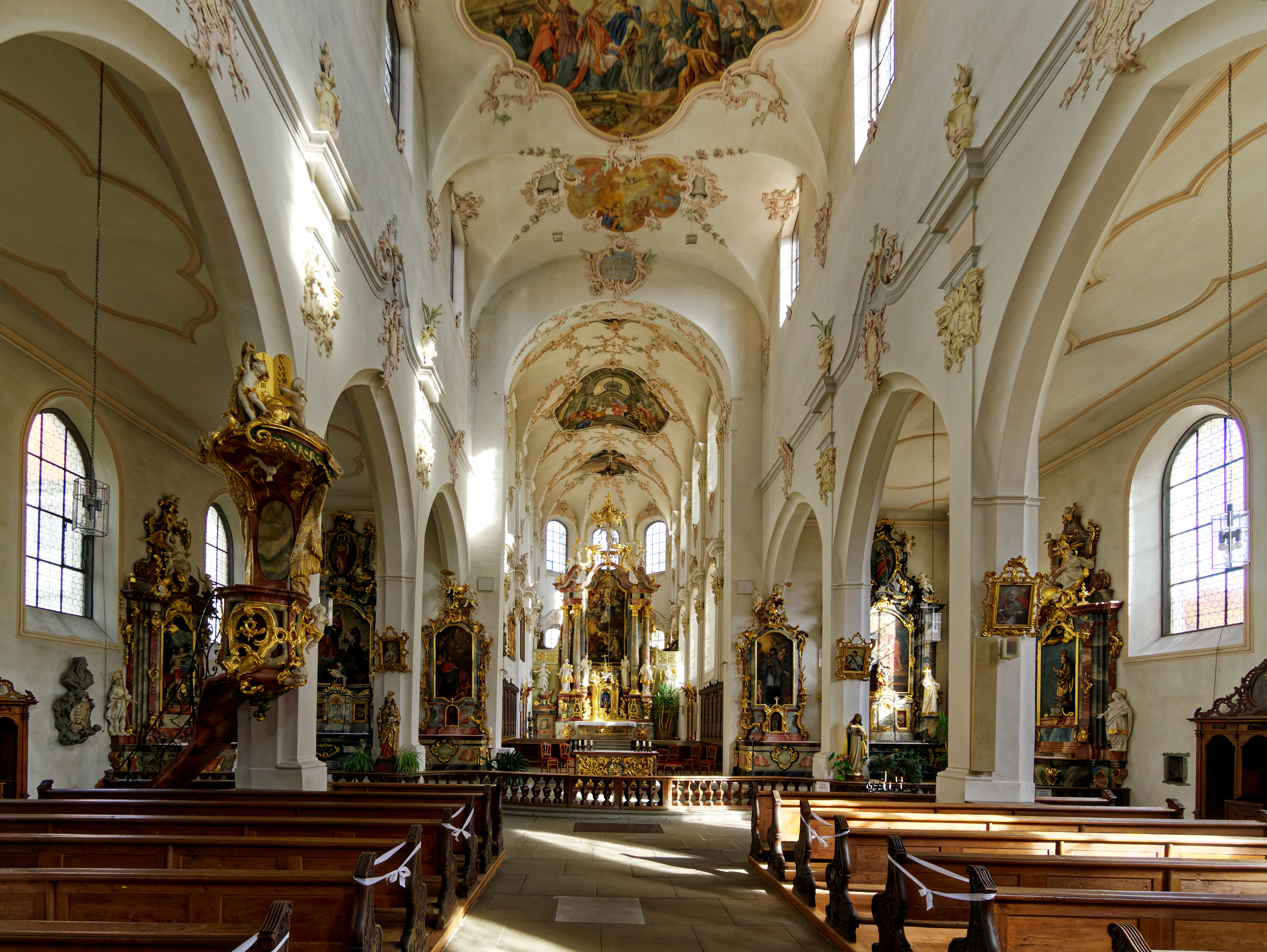
Der Innenraum der Franziskanerkirche.

Das Überlinger Kloster hatte Termineien zum Almosensammeln in Ebringen, Meersburg, Mengen, Pfullendorf, Riedlingen, Saulgau, Schönenberg, Sigmaringen und Stockach.

Zur Zeit der Reformation geriet der Lesemeister des Klosters mit dem Rat der Stadt in einen Konflikt, weil er lutherisch predigte, während der Rat eine anti-reformatorische Position einnahm; der Rat wies den Lesemeister aus der Stadt und setzte Weltpriester als Prediger ein. Die wirtschaftliche Situation des Konventes verschlechterte sich, weil ihnen das Almosensammeln untersagt wurde und Beerdigungen vermehrt auf einem 1532 angelegten Friedhof außerhalb der Stadt stattfanden; zudem litt die Zucht im Kloster, so dass die Ordensoberen der Ordensprovinz Argentina einschreiten mussten. 1643 wurde der Guardian wegen seiner Wirtschaftsführung abgesetzt, 1647 mussten die Pfarreien aufgegeben werden und am Ende des Dreißigjährigen Krieges befanden sich nur noch vier Patres im Kloster. Um das Jahr 1620 hatten sich zudem die Kapuziner, Brüder des im 15. Jahrhundert entstandenen Reformzweigs des Franziskanerordens, in Überlingen niedergelassen und ein Kloster mit Kirche errichtet; bei der Bevölkerung waren sie bald beliebter als die Franziskaner.

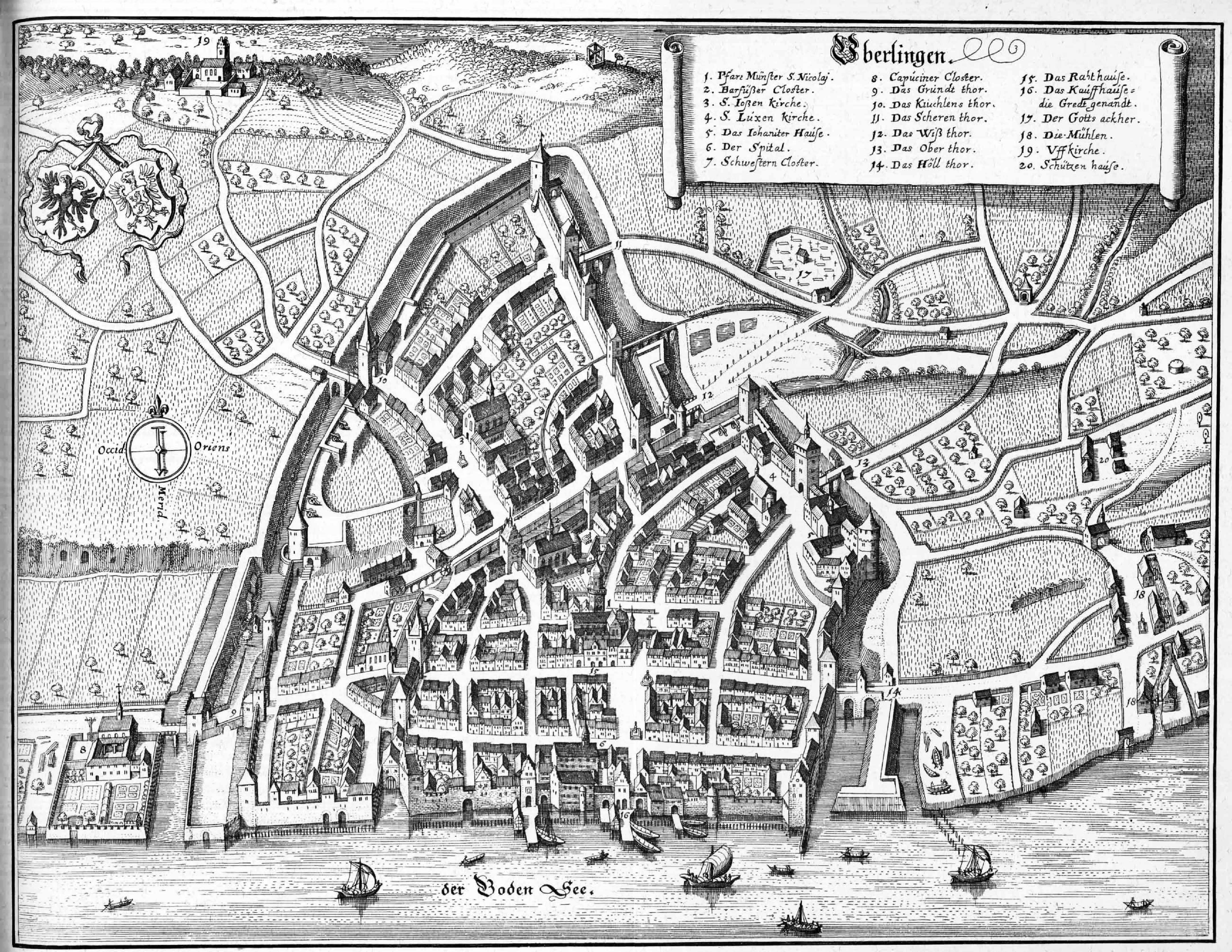
Stadtansicht von 1643 – das Franziskanerkloster („Barfüßerkloster“) in der Bildmitte mit hohem Dachreiter neben dem Stadttor mit Treppengiebel

Als 1653 der Rat dem Provinzial der Argentina ankündigte, das Franziskanerkloster den Jesuiten für die Einrichtung eines Gymnasiums zu übertragen, erklärten sich die Franziskaner 1658 bereit, das Gymnasium zu übernehmen. Ab 1675 boten sie ein philosophisches Studium an; in der Folge musste die Schule jedoch vorübergehend auf die unteren Klassen reduziert werden. Von 1742 bis 1796 und von 1802 bis zur Aufhebung des Klosters 1808 wurden wieder alle Gymnasialklassen und das philosophische Studium angeboten. Die Kosten der Schule trug die Stadt. Die Franziskaner errichteten 1712 auf ihrem Klostergelände ein neues Schulhaus.
Im 17. Jahrhundert nahmen die Brüder auch das Terminieren mit drei jährlichen Sammlungen in einem großen Bezirk bis zur Donau wieder auf, bis Österreich 1782 das Sammeln in seinem Gebiet verbot. 1604 entstand eine Gürtelbruderschaft, 1680 eine Antoniusbruderschaft und 1736 eine Kreuzbruderschaft. Von 1700 bis 1709 wurden die Konventsgebäude wegen ihres schlechten Bauzuistandes neu errichtet, ab 1752 bis gegen 1766 erfolgte die Barockisierung der Klosterkirche.
1808 wurde das Franziskanerkloster säkularisiert. Bis 1820 wohnten die letzten Überlinger Kapuziner in den Gebäuden, da deren Kloster vom Haus Baden übernommen worden war; 1817 waren es noch vier Kapuziner, der letzte starb 1820.
Danach folgten mehrere Besitzerwechsel zwischen dem badischen Staat und der Stadt Überlingen. Das ehemalige Klostergebäude dient in der folgenden Zeit u. a. als: Volksschule, Kaserne, großherzogliches Amtsgericht und Gefängnis. 1855 erwarb der Heilig-Geist-Spital zu Überlingen das Kloster, es wurde 1857 vom heutigen Landungsplatz dorthin verlegt. Ein Jahr später tauschte die Stadt mit dem Spital die Franziskanerkirche gegen die Gebäude auf dem Landungsplatz, die daraufhin abgerissen wurden. Nach dem Neubau eines Krankenhauses auf dem Mühlberg (heute Alten- und Pflegeheim St. Ulrich), Ende der 1880er Jahre, wurde das Spital im alten Kloster zum heute noch bestehenden Altenheim St. Franziskus umgewandelt. Die Kirche selber gehört wieder der Stadt Überlingen und wird neben Gottesdiensten auch als Konzertraum genutzt. Die letzte große Innenrenovierung fand von 1975 bis 1977 durch den Restaurator Kneer aus Munderkingen und durch die Überlinger Kunstwerkstätte Mezger statt. Die letzte Außenrenovierung war 1994.

### Umbau ab 1752

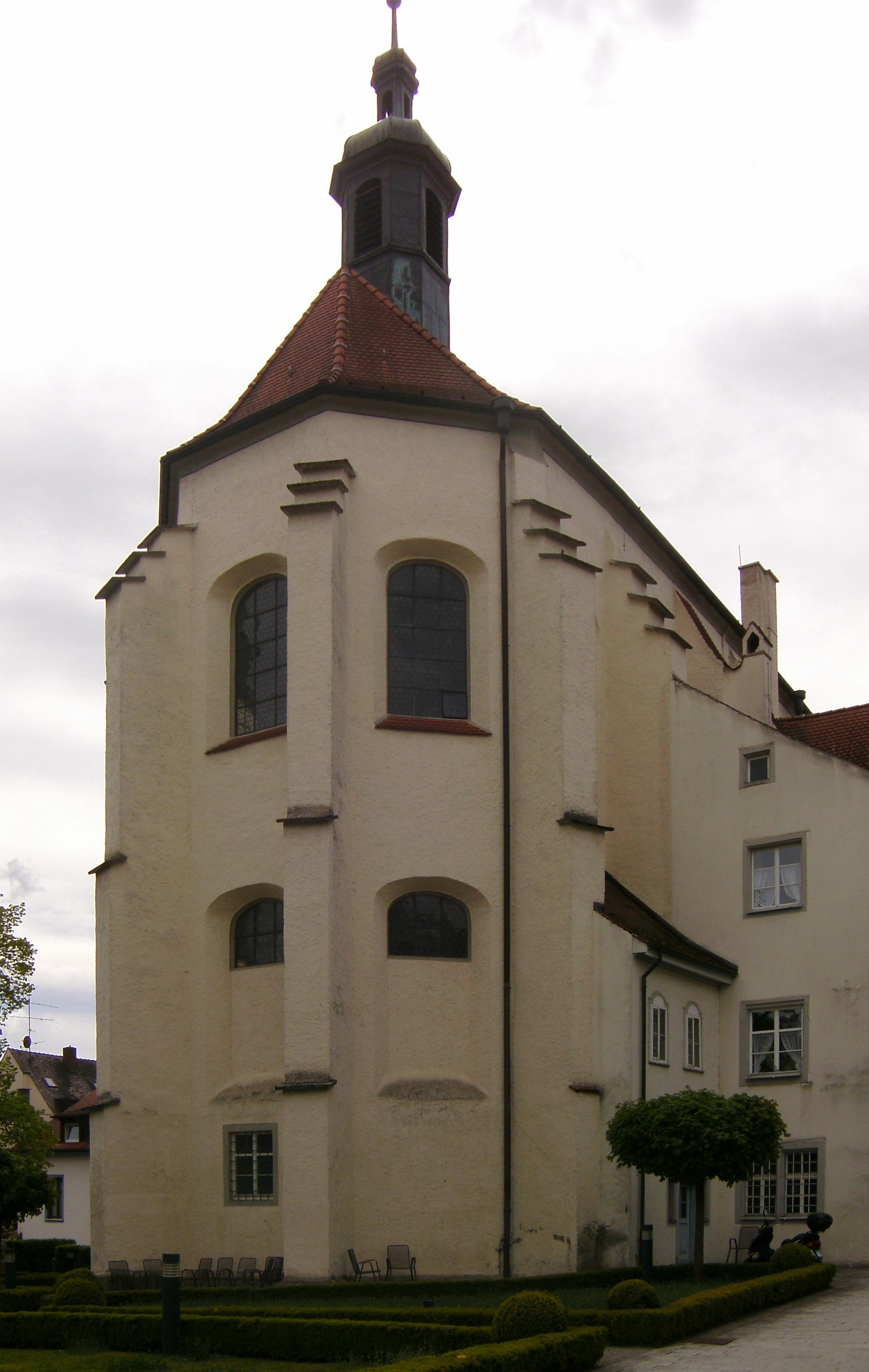
Chor der Franziskanerkirche

Nach durchgreifenden Um- bzw. Neubauten des Konventsgebäudes in den Jahren 1700 bis 1712 erfolgte ab 1752 nach Plänen von Johann Michael Beer die Barockisierung der bis dahin hochgotischen Franziskanerkirche. Das Langhaus erhielt einen neuen eingewölbten Dachstuhl und wurde 1753 durch den Konstanzer Hofmaler Franz Ludwig Herrmann, nach einem festen Bildprogramm, das u. a. eine Scheinkuppel vorsah, ausgemalt. Ein Stuckateur namens Bantle übernahm die weiteren Gestaltungsarbeiten.
Der Chor wurde ab 1754 umgebaut und dabei etwas vergrößert, die hohen spitzbogigen Fenster von ihrem Maßwerk „befreit“ und in kleinere aufgeteilt. Die Ausmalung des Chorraumes übernahm der Franziskanerbruder Sebastian Schilling aus Villingen. Der komplette Umbau von der gotischen zur barocken Klosterkirche war in der Mitte der 1760er Jahre abgeschlossen.

## Ausstattung
Über die ursprüngliche Innenausstattung der gotischen Franziskanerkirche ist wenig bekannt. Der 1519/1520 entstandene Hauptaltar befindet sich heute im städtischen Museum. Lediglich zwei noch in der Kirche erhaltene Ausstattungsteile, eine Skulptur Johannes des Täufers aus der ersten Hälfte des 14. Jahrhunderts und ein auf 1340/50 datiertes lebensgroßes Kruzifix, zeugen von der ursprünglichen Ausstattung.

### Altäre

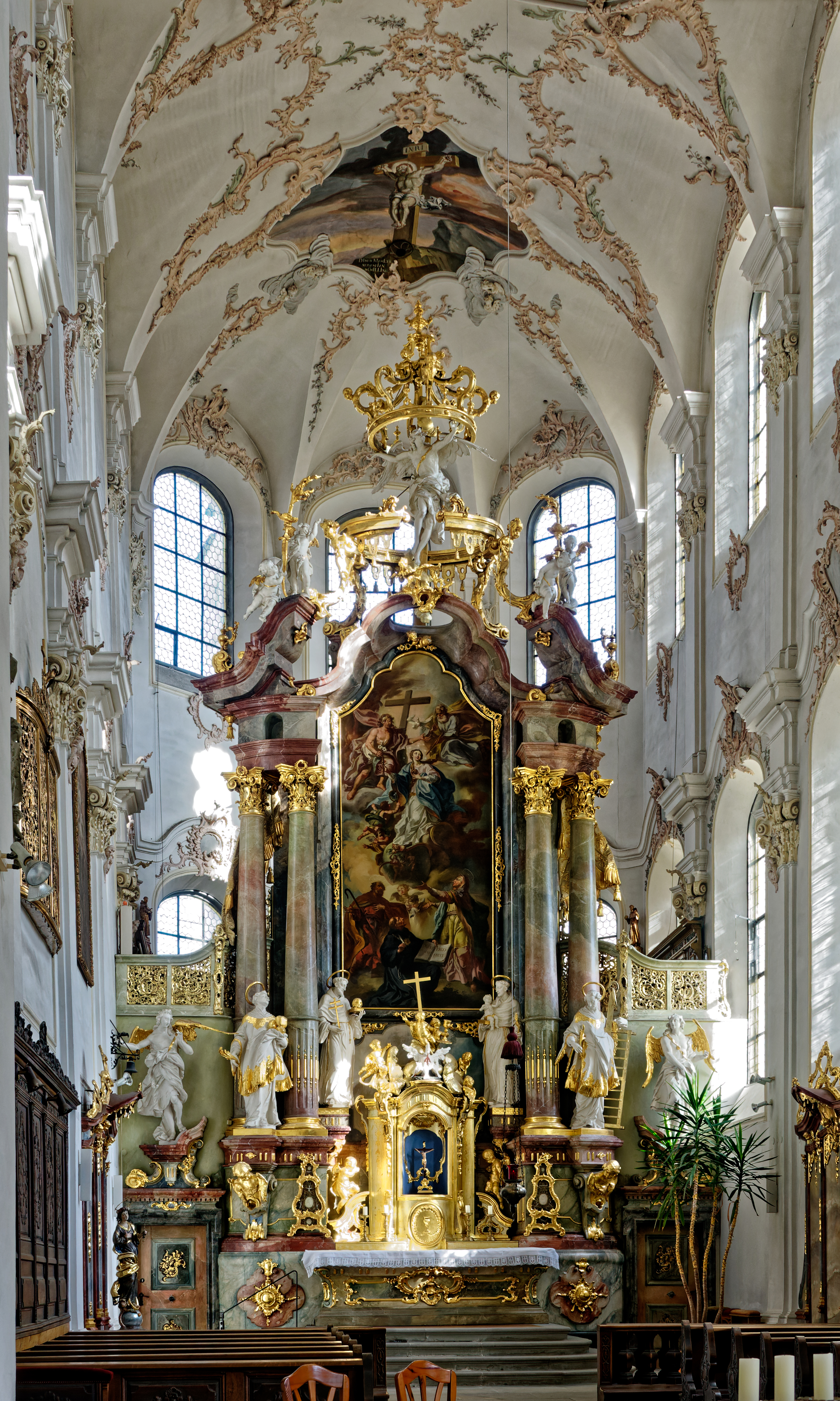

In der Kirche befinden sich seit dem Umbau von 1752 sieben Altäre:
- Der Hauptaltar (von 1754 und 1759), umrahmt von vier Säulen, zeigt als Patronin der Kirche die Jungfrau Maria die auf einer Weltkugel stehend, einer Schlange den Kopf zertritt (Unbefleckte Empfängnis). Nahe bei ihr Adam und Eva, über ihr die heilige Dreifaltigkeit und zu ihren Füßen die Eltern Marias, Joachim und Anna. Am Rand des Bildes kniet der Franziskanertheologe Johannes Duns Scotus. An den Stuckmarmorsäulen befinden sich weiße Lindenholz-Skulpturen der beiden heiligen Laurentius und Stephanus. Über dem Altar erhebt sich ein Baldachin mit einem Gerichtsengel. Der Hauptaltar entstand durch den Stuckateur und Bildhauer Joseph Anton Feuchtmayer (unter Mitarbeit von Franz Anton Dirr) und dem Maler Gottfried Bernhard Göz, die beide wenige Jahre zuvor bei der Ausstattung der nicht weit entfernten Wallfahrtskirche Birnau beteiligt waren. Bei dem Hauptaltar handelt es sich außerdem um einen Doppelaltar, dessen Rückseite (Chörle genannt) vom Klostergebäude aus zu erreichen ist und aus einem geschnitzten Reliefbild besteht.[5]
- Links vom Chorbogen befindet sich der Bonaventura-Altar und rechts des Bogens, der Johannes-Nepomuk-Altar (beide von 1763).
- Die beiden Altäre Franziskus und Antonius von Padua (beide von 1764) stehen an den jeweiligen Stirnseiten der beiden Seitenschiffe.
- Der Sebastiansaltar an der Längswand des nördlichen Schiffes ist eine Stiftung der Sebastiansbruderschaft von 1766.

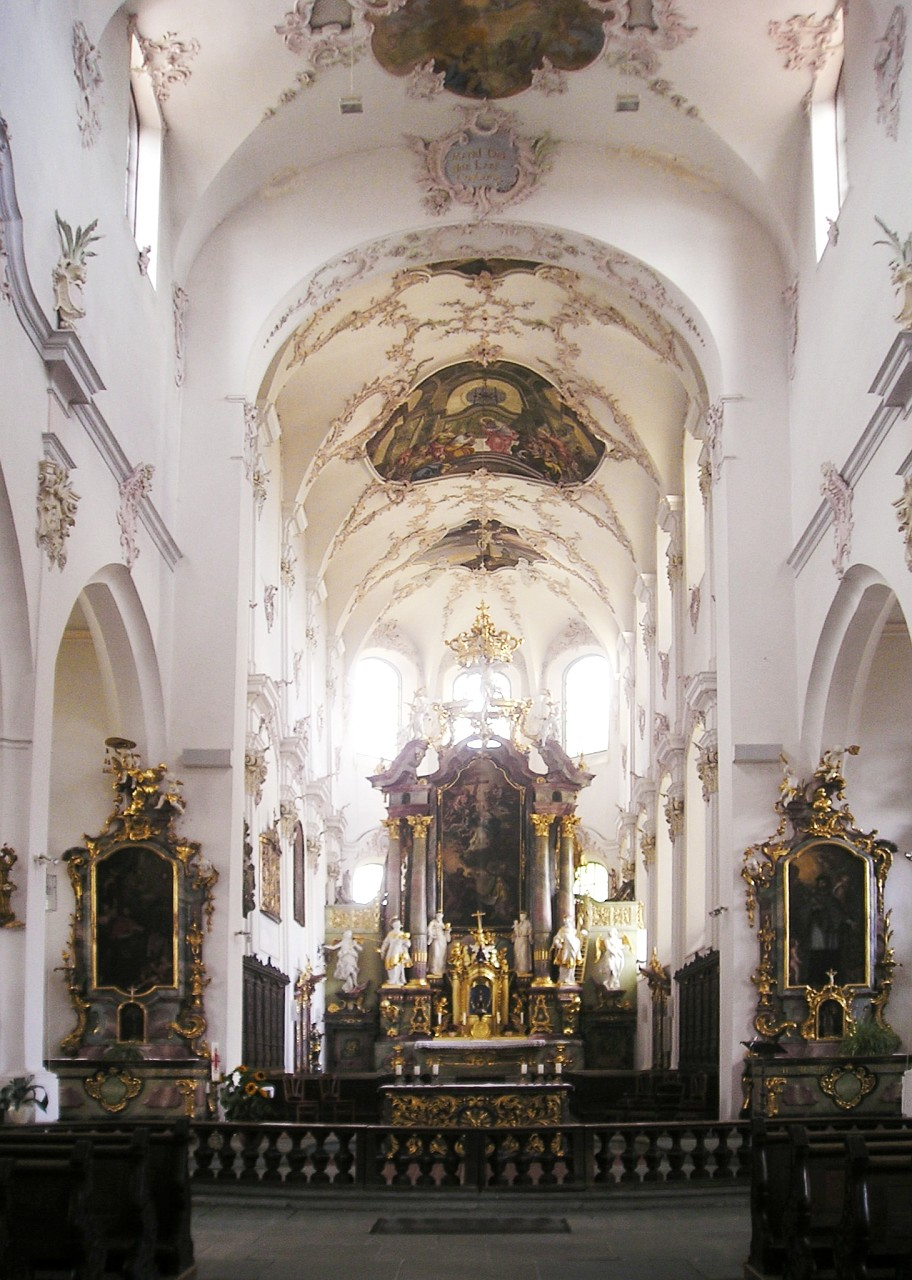
Chorraum

- ChorraumGegenüber auf der südlichen Seite steht der Bäckeraltar als Stiftung der Überlinger Bäckerzunft von 1763.

Alle genannten Nebenaltäre, sowie die Kanzel von 1761, stammen vom Bildhauer und Mitarbeiter Feuchtmayers, Franz Anton Dirr.

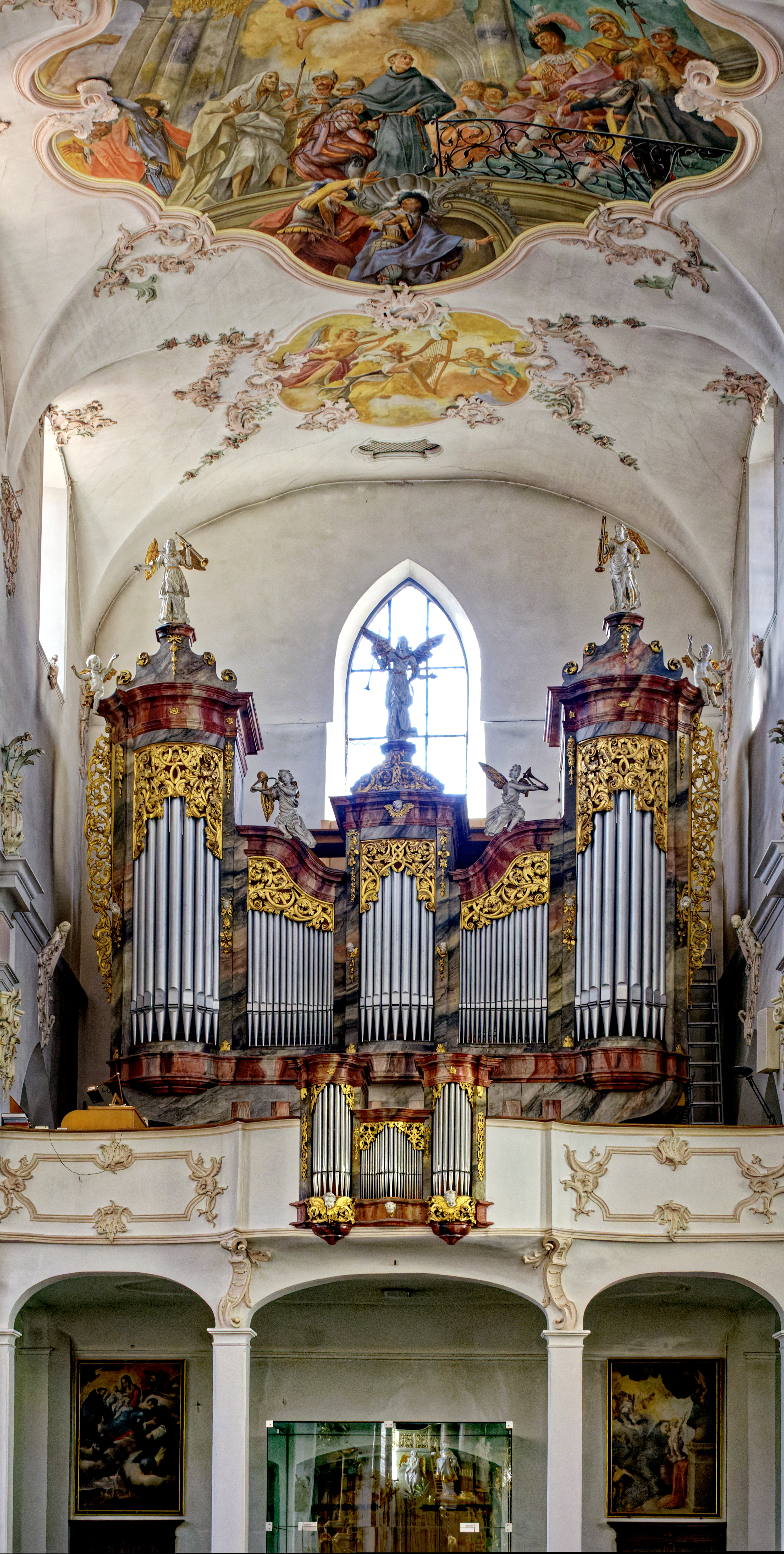
Orgelempore über dem Hauptportal

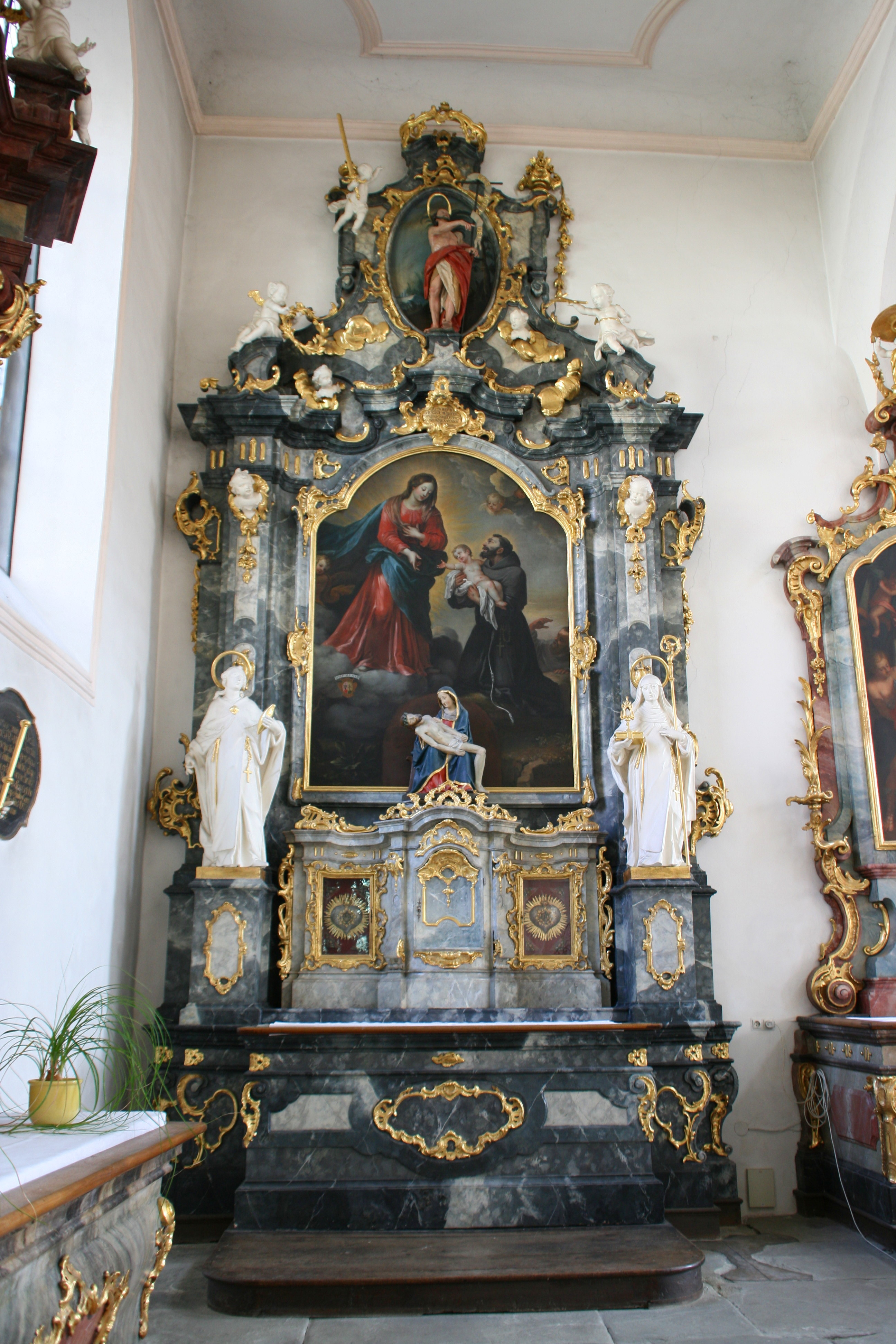
Franziskus-Altar
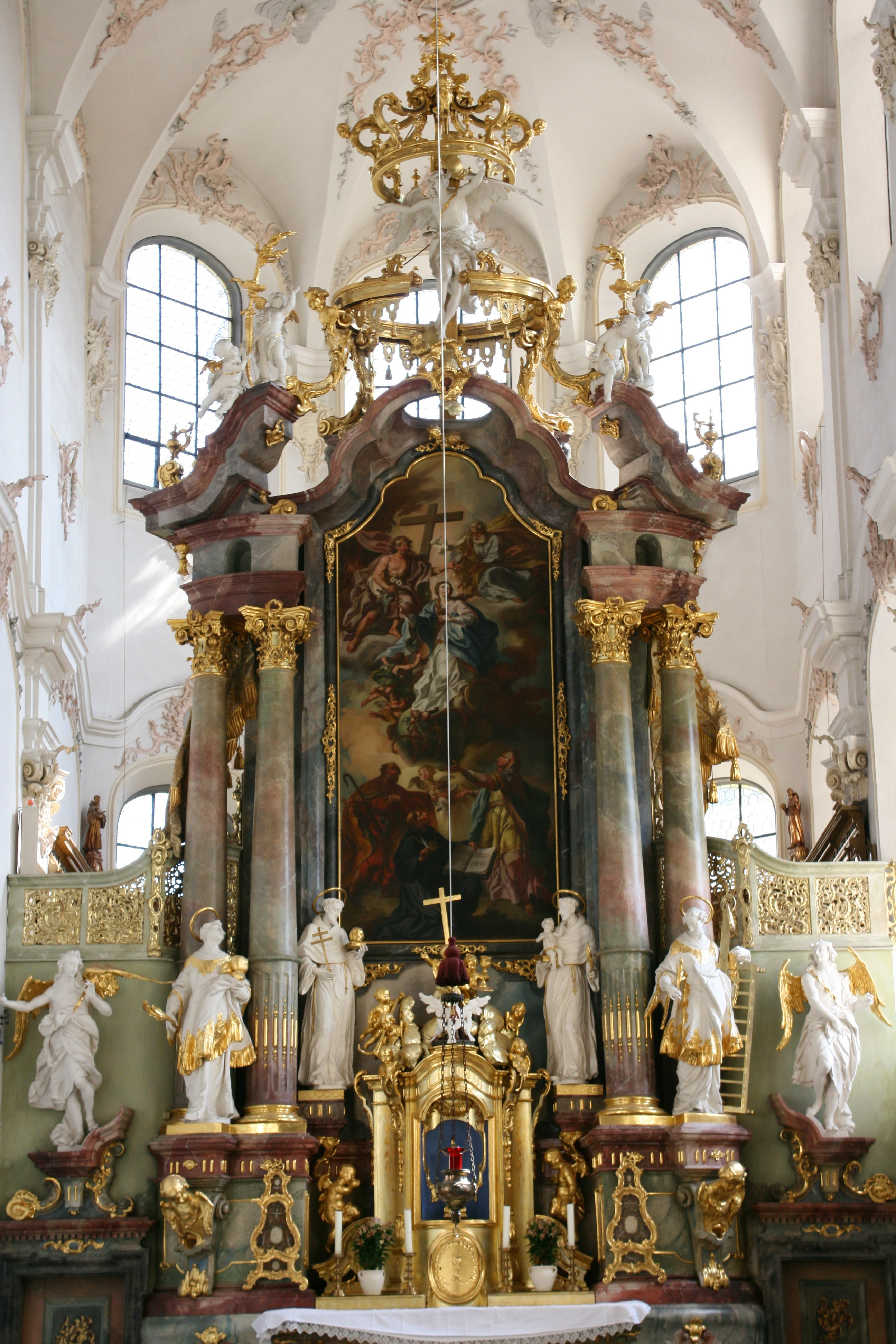
Hauptaltar
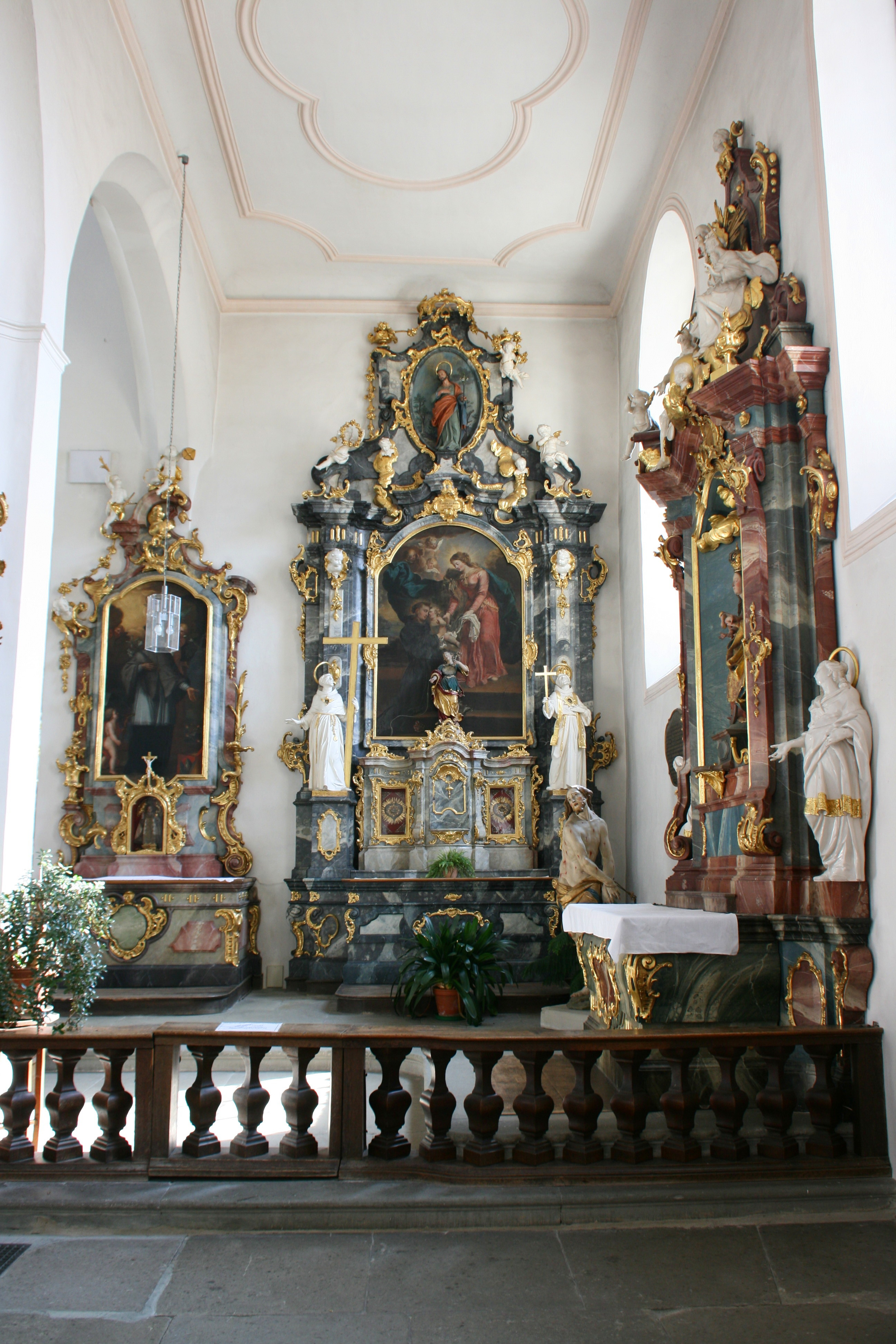
Johannes-Nepomuk-Altar (links) und Antonius-von-Padua-Altar (Mitte)

### Orgel
Die ursprüngliche Orgel, von der nur noch das Gehäuse erhalten ist, wurde 1755 von dem Überlinger Orgelbauer Johann Georg Aichgasser gebaut. Es folgten mehrere Um- und Neubauten. Die heutige Orgel wurde 1958 durch Xaver Mönch fertiggestellt.
| I Hauptwerk C– |               |       |
| 1.             | Gedacktpommer | 16′   |
| 2.             | Prinzipal     | 8′    |
| 3.             | Gemshorn      | 8′    |
| 4.             | Grobgedackt   | 8′    |
| 5.             | Oktave        | 4′    |
| 6.             | Rohrflöte     | 4′    |
| 7.             | Quinte        | 2 ⁄3′ |
| 8.             | Superoktave   | 2′    |
| 9.             | Mixtur IV–V   |       |
| 10.            | Trompete      | 8′    |
| 11.            | Schalmey      | 4′    |

| II Schwellwerk C– |                |    |
| 12.               | Engprinzipal   | 8′ |
| 13.               | Holzflöte      | 8′ |
| 14.               | Weidenpfeife   | 8′ |
| 15.               | Prinzipal      | 4′ |
| 16.               | Nachthorn      | 4′ |
| 17.               | Waldflöte      | 2′ |
| 18.               | Schwiegel      | 1′ |
| 19.               | Sesquialter II |    |
| 20.               | Scharff IV     |    |
| 21.               | Oboe           | 8′ |
|                   | Tremulant      |    |

| III Brüstungspositiv C– |             |       |
| 22.                     | Holzkoppel  | 8′    |
| 23.                     | Koppelflöte | 4′    |
| 24.                     | Prinzipal   | 2′    |
| 25.                     | Spitzquinte | 1 ⁄3′ |
| 26.                     | Cimbel III  |       |
| 27.                     | Musette     | 8′    |

| Pedal C– |                 |     |
| 28.      | Prinzipal       | 16′ |
| 29.      | Subbass         | 16′ |
| 30.      | Zartbass        | 16′ |
| 31.      | Oktavbass       | 8′  |
| 32.      | Bassflöte       | 8′  |
| 33.      | Choralbass      | 4′  |
| 34.      | Hintersatz V    |     |
| 35.      | Posaunenbass    | 16′ |
| 36.      | Singend Cornett | 2′  |